# Ryan Hayashi
Ryan Lam (* 28. května 1973, Dunnville, Ontario, Kanada), profesionálně známý jako Ryan Hayashi, je kanadský kouzelník, mentalista a performer čínského původu (jeho umělecké jméno „Hayashi“ je sice japonské, ale Ryan sám nemá japonské předky). Hayashi se zaměřuje na kouzla s mincemi a je známý pro svůj matrix mincí. Věnuje se i dalším formám magie, včetně karet, mentalismu a ukázek dovedností, jako jsou vystoupení se samurajským mečem se zavázanýma očima. Sám o sobě říká, že je „samurajský bavič“. Hayashi předváděl své iluze v 18 různých zemích a vystupoval v mnoha talentových soutěžích, včetně soutěží Germany's Got Talent, Britain's Got Talent a Česko Slovensko má talent.

## Kariéra
Hayashi se začal věnovat iluzionismu v osmi letech a v devíti letech začal trénovat bojová umění. Po střední škole vystudoval v roce 1992 francouzštinu a lingvistiku na Carletonově univerzitě v Ottawě. Začal trénovat karate, konkrétně tradiční styl šótókan, a pracoval jako lektor angličtiny v Tokiu. V roce 2000 se přestěhoval do německého Mannheimu, kde se proslavil jako kouzelník.
Svého prvního mistrovství v magii se Hayashi zúčastnil v roce 2001. Jeho druhým šampionátem byl Deutsche Meisterschaften Der Zauberkunst (Mistrovství Německa v kouzlení), kde se umístil na 4. místě, což nestačilo na kvalifikaci na mistrovství světa FISM. V letech 2003 až 2005 se zúčastnil 16 soutěží po celém světě, včetně mistrovství Evropy v magii SAM. V roce 2003 Hayashi zvítězil na mezinárodní soutěži MacMillan International Magic Competition (Mezinárodní kouzelnická soutěž MacMillan) a v roce 2005 získal neoficiální titul „mistr Evropy v magii“.
Na mistrovství Německa 2005 získal první místo v karetní magii a druhé místo v mikromagii, což ho kvalifikovalo na mistrovství světa FISM 2006 ve Stockholmu. V roce 2007 získal Hayashi cenu diváků na národním mistrovství IBM Gold Cups ve Spojených státech. Má za sebou různá vystoupení v Magic Circle v Londýně, Wizard's Inn v Tokiu, 4F Convention v Batavii ve státě New York, britském IBM v Eastbourne a v Magic Castle v Hollywoodu.
V roce 2018 Hayashi vystoupil v páté sérii pořadu Penn & Teller: Fool Us, kde úspěšně oklamal Penna a Tellera svým nadstandardním představením nazvaným Ultimate Matrix. Hayashiho vystoupení bylo serverem Geek.com zařazeno mezi "11 nejlepších triků pořadu Penn & Teller: Fool Us" V pořadu se v dubnu 2021 znovu objevil v sedmé sérii, kde vystupoval se svým synem Johnnym.
V listopadu a prosinci 2019 Hayashi spolupracoval s charitativní organizací Help for Heroes, kde vystupoval s kouzelníky Edwardem Askham-Spencerem, Etiennem Pradierem, Ole Goldem a Steel Johnsonem.